# Monts Chic-Chocs
Les monts Chic-Chocs sont un massif montagneux dans la partie centrale de la Gaspésie dans l'Est du Québec. Ils font partie des monts Notre-Dame, qui sont la continuation des Appalaches.

## Toponymie
Le nom Chic-Chocs vient d'un mot micmac qui signifie « barrière impénétrable ».

## Géographie
Les Chic-Chocs sont situés au nord de la Gaspésie et suivent le fleuve Saint-Laurent de manière parallèle à une distance allant de 20 à 40 km à l'intérieur des terres. Il s'agit d'une bande étroite d'une longueur de 95 km par une largeur de 10 km. Sur les plus hauts sommets, les névés peuvent persister jusqu'au mois d’août et les premières neiges apparaissent dès le mois de septembre.
Ce sont des monts très érodés avec des sommets plats et des flancs escarpés. Plus de 25 sommets dépassent les 1 000 mètres, le plus haut étant le mont Jacques-Cartier à 1 270 mètres.
On trouve des caribous des bois sur les plateaux de la région.

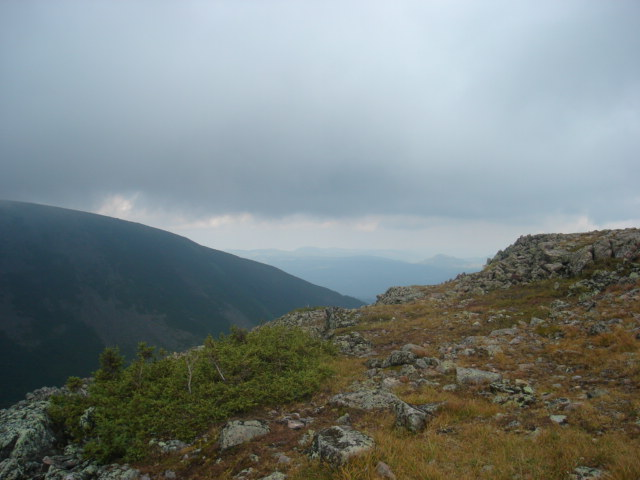
Chic-Chocs vus à partir du mont Jacques-Cartier.
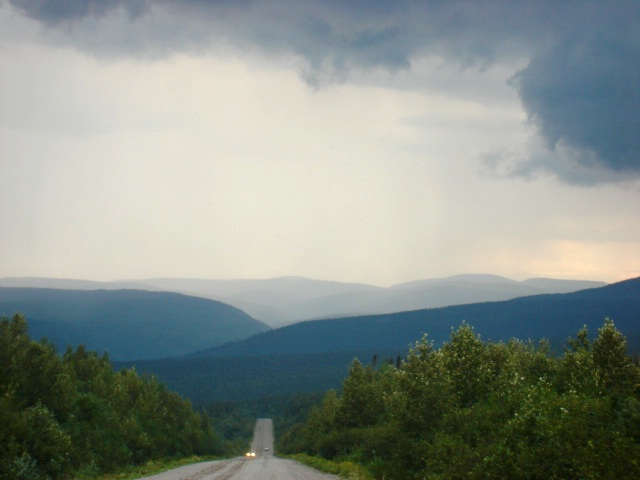
Vue des Chic-Chocs.
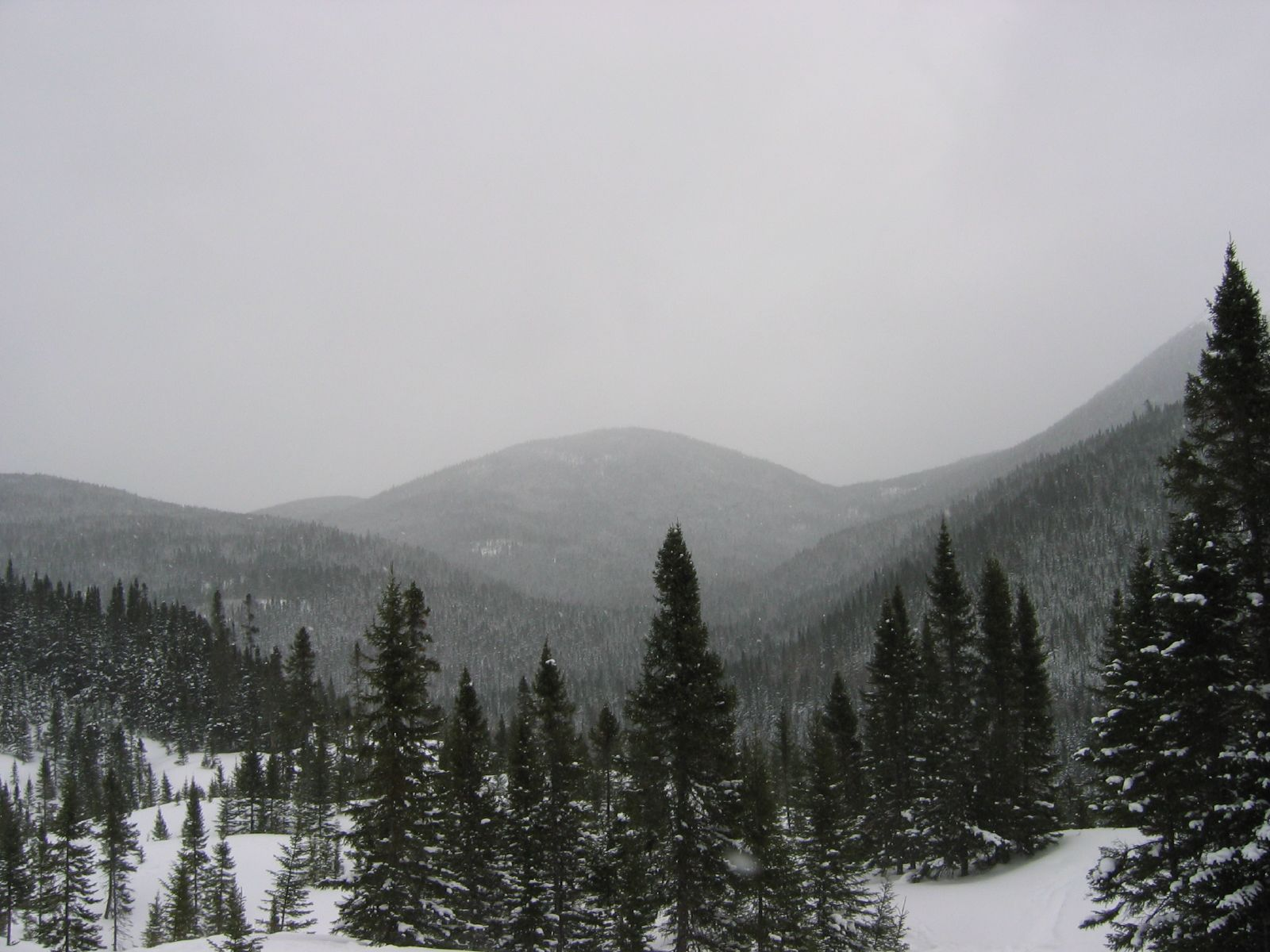
Les monts Chic-Chocs en hiver.
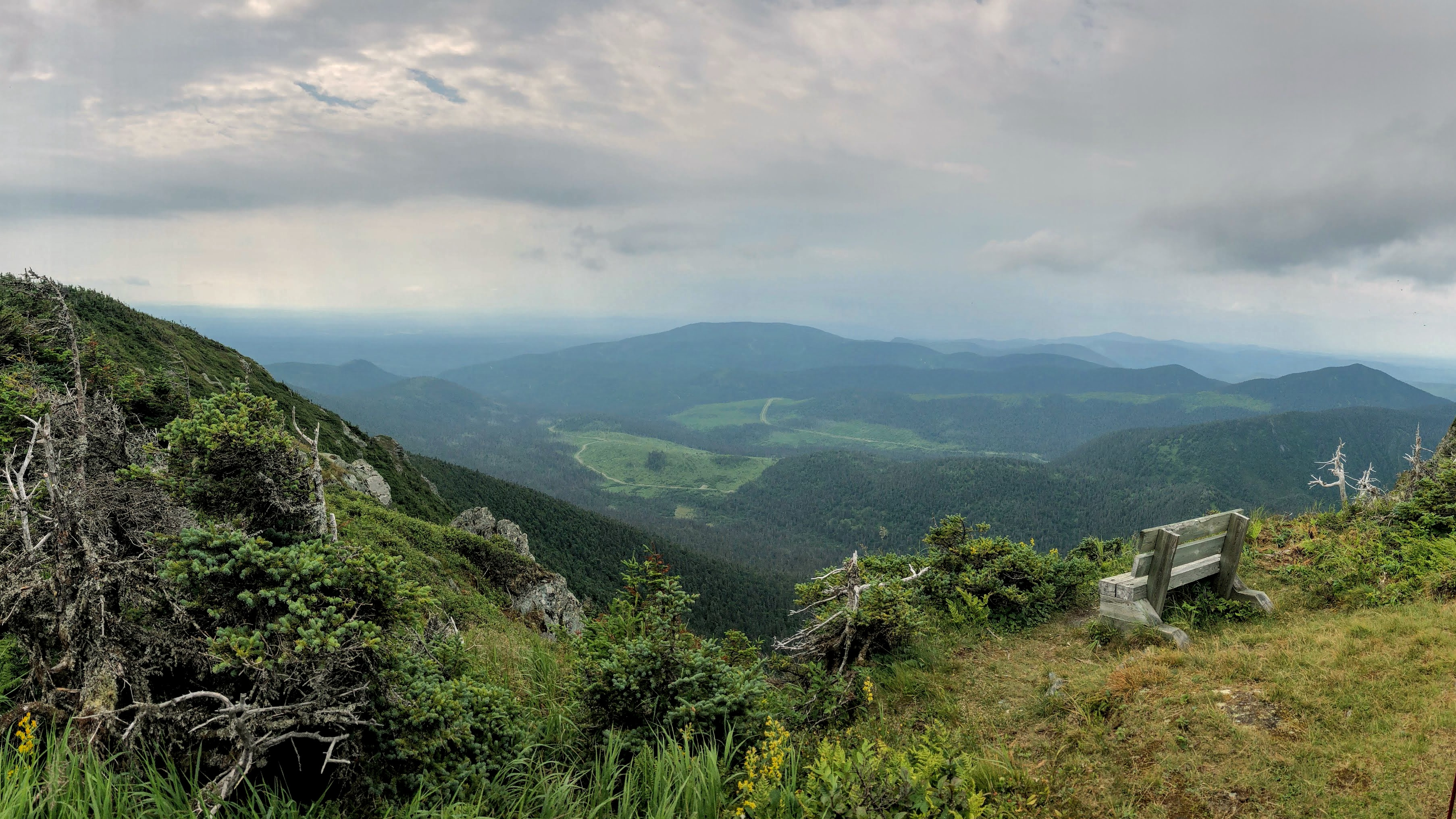
Chic-Chocs à partir du mont Blanc.

### Principaux sommets
- Mont Jacques-Cartier (1 270 m)
- Mont Richardson (1 180 m)
- Mont Albert (1 154 m)
- Mont Logan (1 150 m)
- Mont Xalibu (1 120 m)
- Mont Joseph-Fortin (1 080 m)
- Mont Blanc (1 063 m)

## Activités
Un réseau de sentiers de randonnée parcourt les Chic-Chocs, dont le sentier international des Appalaches. La SÉPAQ, responsable de la gestion des territoires du parc national de la Gaspésie, de la réserve faunique des Chic-Chocs et de la réserve faunique de Matane, est le principal pourvoyeur d'activités récréatives et touristiques dans la chaîne de montagnes. Elle exploite d'ailleurs dans la réserve faunique de Matane une auberge de montagne.